# Kamenný vrch u Kurdějova
Kamenný vrch u Kurdějova este o arie protejată (arie specială de conservare — SAC, sit de importanță comunitară — SCI) din Republica Cehă întinsă pe o suprafață de 104,64 ha, integral pe uscat.

## Localizare
Centrul sitului Kamenný vrch u Kurdějova este situat la coordonatele 48°57′59″N 16°44′47″E / 48.966389°N 16.746389°E.

## Înființare
Situl Kamenný vrch u Kurdějova a fost declarat sit de importanță comunitară în aprilie 2005 pentru a proteja 1 specie de plante. Situl a fost protejat și ca arie specială de conservare în august 2014.

## Biodiversitate
Situată în ecoregiunea panonică, aria protejată conține 3 habitate naturale: Pajiști uscate seminaturale și facies de acoperire cu tufișuri pe substraturi calcaroase (Festuco-Brometalia) (* situri importante pentru orhidee), Pajiști uscate seminaturale și facies de acoperire cu tufișuri pe substraturi calcaroase (Festuco-Brometalia) (* situri importante pentru orhidee), Pajiști stepice subpanonice.
La baza desemnării sitului se află o specie protejată de  plante: Echium russicum.